# Alexej Alexandrovič Romanov
Alexej Alexandrovič Romanov (rusky Великий князь Алексе́й Алекса́ндрович, 14. ledna 1850, Petrohrad – 14. listopadu 1908, Paříž) byl ruský velkokníže z panovnické dynastie holštýnsko-hottorpských Romanovců, syn ruského cara Alexandra II. a mladší bratr Alexandra III.
Sloužil jako ruský generál admirál a hlavní velitel ruského válečného námořnictva v letech 1883-1905.

## Vyznamenání

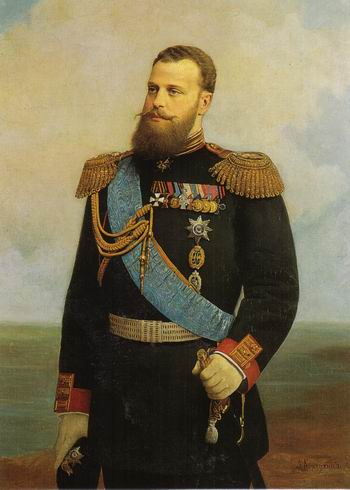
Alexej Alexandrovič Romanov

- Řád svatého velkomučedníka a vítěze Jiřího 4. třídy.